# Гренсваллен
Стадион «Гренсваллен» (швед. Gränsvallen) — спортивное сооружение в Хапаранде, Швеция. Сооружение предназначено для проведения матчей по хоккею с мячом. Арену для домашних игр использует команда по хоккею с мячом — Торнион Палловейкот, Хапаранда Торнио. Трибуны спортивного комплекса вмещают около 500 зрителей.
Открыта арена в 2001 году.

## Информация
Адрес: Хапаранда, Marielundsvägen, 5 (Haparanda)